# Damiaanactie

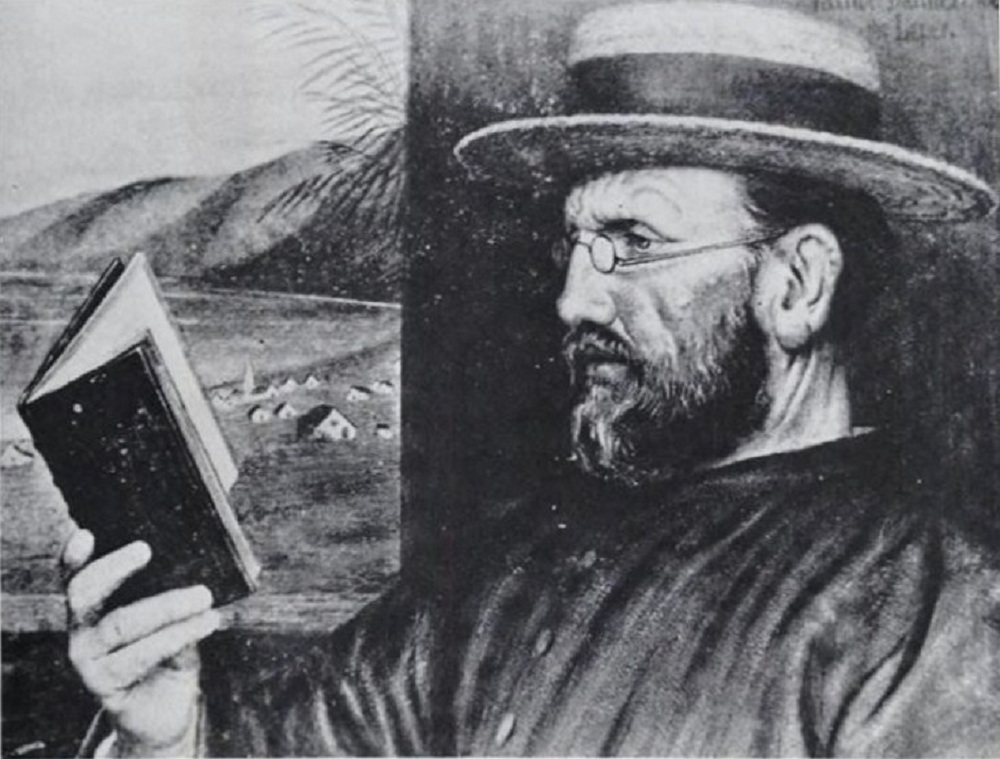
Naamgever Damiaanactie; pater Damiaan (1888)

Damiaanactie is een Belgische medische hulpverlenings- en ontwikkelingsorganisatie die in 1964 in Brussel werd opgericht als een bundeling van verschillende verenigingen die zich voor leprapatiënten inzetten. Damiaanactie werkt aan een wereld zonder lepra, tuberculose en andere infectieziektes zoals leishmaniasis. De organisatie spoort getroffen personen op, behandelt hen, en zorgt ervoor dat zij hun plaats in de maatschappij weer terugvinden. Zij zet ook in op onderzoek, opleiding en het informeren en sensibiliseren van de bevolking. 
De organisatie wil een voortzetting zijn van het werk dat door de Vlaamse heilige pater Damiaan Deveuster werd verricht. Inmiddels is het een internationale hulporganisatie, die vooral actief is in de zorg voor slachtoffers van armoedeziektes. Men steunt de ontwikkeling van nieuwe methodes om deze ziektes te genezen, en werkt nauw samen met de Wereldgezondheidsorganisatie van de Verenigde Naties.
Anno 2023 telt Damiaanactie meer dan 1000 medewerkers. Zij binden de strijd aan tegen armoedeziektes in 14 projectlanden in Azië, Latijns-Amerika en Afrika, en in België.

## Werkzaamheden
Damiaanactie kiest niet voor acute interventies maar voor gezondheidszorg op lange termijn, enkel op vraag van de lokale overheden. Er worden projectgebieden afgebakend en zolang het doel niet bereikt is blijft men in het project aanwezig. De organisatie helpt de bevolkingsgroepen in dat gebied systematisch en doelgericht. In 2008 hielp zij bijvoorbeeld de tuberculose (tbc)- en lepra-patiënten in Rwanda, waar een paar jaar voordien de burgeroorlog nog woedde. Er wordt samengewerkt met de Internationale Federatie voor Leprabestrijding (ILEP).

## Sleutelfiguren
De heilige pater Damiaan, de Fransman Raoul Follereau als bezieler van de 'Werelddag voor de Melaatsen' en de Belg Frans Hemerijckx, oprichter van de 'klinieken onder de bomen', zijn historische sleutelfiguren van de leprabestrijding.
In februari 1965 aanvaardde koningin Fabiola het erevoorzitterschap van de actie. Samen met koning Boudewijn I van België bezocht ze in de jaren zeventig meermaals lepraprojecten van Damiaanactie in India en Bangladesh. Ze namen telkens uitgebreid de tijd om te praten met de patiënten en hun verzorgers. Na 45 jaar gaf Fabiola het erevoorzitterschap door aan nicht prinses Astrid van België, die in 2011 haar eerste bezoek bracht aan de projecten in India.

## Jaarcampagnes
Damiaanactie voert jaarlijks campagne tijdens het laatste weekend van januari. Een bepaald land wordt dan, onder andere via een campagnefilm, in de kijker geplaatst. Deze films worden in scholen over heel België vertoond.
- 2023: De Comoren
- 2022: Het Vlindereffect
- 2021: Samen onderweg
- 2020: Nepal
- 2019: Nigeria
- 2018: Congo
- 2017: India
- 2015: Congo (De Vlinder)
- 2014: India (Yanadi's)
- 2013: Nicaragua (land van reuzen)
- 2012: Congo (operatie Congo)
- 2011: India (Heroes)
- 2010: Bangladesh (Verborgen kracht)
- 2009: Congo pygmeeën (Het witte masker)
- 2008: Rwanda
- 2007: Congo (24 uur in Kinshasa)
- 2006: India
- 2005: Nicaragua
- 2004: Congo
- 2003: Bangladesh
- 2002: Brazilië
- 2001: Tibet

## Ambassadeurs
Bekende Vlamingen die zich ter beschikking stellen als gezicht van de campagne waren onder andere:
- 2006 en 2014: acteur Herman Verbruggen
- 2011: acteur-zanger Timo Descamps
- 2012-2014: acteur-zanger-presentator Niels Destadsbader
- 2015-: actrice-zangeres-presentatrice Charlotte Leysen